# Microchrysa fuscistigma
Microchrysa fuscistigma är en tvåvingeart som beskrevs av Meijere 1913. Microchrysa fuscistigma ingår i släktet Microchrysa och familjen vapenflugor. Inga underarter finns listade i Catalogue of Life.